# Bahnstrecke Backnang–Ludwigsburg
| | |                                                       |                                               |
| Streckennummer (DB): | 4830 (ehem. Ludwigsburg–Freiberg) 4931 (Backnang–Ludwigsburg) 4902 (Freiberg–Bietigheim-Bissingen) |                                                       |                                               |
| Kursbuchstrecke (DB): | 790.4-5                                                                                            |                                                       |                                               |
| Kursbuchstrecke: | 323d (1946)                                                                                        |                                                       |                                               |
| Streckenlänge: | Backnang–Ludwigsburg: 24,474 km Freiberg–Bietigheim-Bissingen: 6,3 km                              |                                                       |                                               |
| Spurweite: | 1435 mm (Normalspur)                                                                               |                                                       |                                               |
| Stromsystem: | 15 kV 16,7 Hz ~                                                                                    |                                                       |                                               |
| Maximale Neigung: | 10 ‰                                                                                               |                                                       |                                               |
| Minimaler Radius: | 400 m                                                                                              |                                                       |                                               |
| Zweigleisigkeit: | Benningen–Ludwigsburg                                                                              |                                                       |                                               |
| | |                                                       |                                               |
| \| \| \| von Schwäbisch Hall-Hessental \| \| \| \| 0,000 \| Backnang \| 278 m \| \| \| \| nach Waiblingen \| \| \| \| 4,726 \| Burgstall (Murr) \| 241 m \| \| \| 8,515 \| Kirchberg (Murr) \| 217 m \| \| \| \| \| \| \| \| 11,070 \| Erdmannhausen (bis 2012 Erdmannhausen-Rielingshausen) \| 234 m \| \| \| \| \| \| \| \| 13,711 \| Marbach (Neckar) \| Marbach (Neckar) \| \| \| \| nach Heilbronn \| \| \| \| 14,657 \| Viadukt (345 m) \| Viadukt (345 m) \| \| \| \| Anschlussbahn zum Kraftwerk Marbach \| \| \| \| \| Neckar \| \| \| \| 15,270 \| Benningen (Neckar) \| 221 m \| \| \| 19,376 \| Freiberg (Neckar) (bis 1975 Beihingen-Heutingsheim) \| 251 m \| \| \| \| \| \| \| \| \| von Stuttgart \| \| \| \| 25,660 \| Bietigheim-Bissingen (ehemals Bietigheim (Württ)) \| 220 m \| \| \| \| nach Würzburg \| \| \| \| \| nach Bruchsal \| \| \| \| 22,000 \| Anschluss Amprion + EnBW-Umspannwerk Hoheneck \| Anschluss Amprion + EnBW-Umspannwerk Hoheneck \| \| \| 22,370 \| Favoritepark \| 278 m \| \| \| \| von Würzburg \| \| \| \| \| von Markgröningen \| \| \| \| 24,474 \| Ludwigsburg \| 295 m \| \| \| \| nach Stuttgart \| \| | |                                                       |                                               |
| Strecke | | von Schwäbisch Hall-Hessental                         | von Schwäbisch Hall-Hessental                 |
| Bahnhof | 0,000                                                                                              | Backnang                                              | 278 m                                         |
| Abzweig geradeaus und nach links | | nach Waiblingen                                       | nach Waiblingen                               |
| Haltepunkt / Haltestelle | 4,726                                                                                              | Burgstall (Murr)                                      | 241 m                                         |
| Bahnhof | 8,515                                                                                              | Kirchberg (Murr)                                      | 217 m                                         |
| | |                                                       |                                               |
| Haltepunkt / Haltestelle | 11,070                                                                                             | Erdmannhausen (bis 2012 Erdmannhausen-Rielingshausen) | 234 m                                         |
| | |                                                       |                                               |
| Bahnhof | 13,711                                                                                             | Marbach (Neckar)                                      | Marbach (Neckar)                              |
| Abzweig geradeaus und ehemals nach rechts | | nach Heilbronn                                        | nach Heilbronn                                |
| Strecke geradeaus | 14,657                                                                                             | Viadukt (345 m)                                       | Viadukt (345 m)                               |
| Kreuzung (Querstrecke außer Betrieb) | | Anschlussbahn zum Kraftwerk Marbach                   | Anschlussbahn zum Kraftwerk Marbach           |
| | | Neckar                                                |                                               |
| Bahnhof | 15,270                                                                                             | Benningen (Neckar)                                    | 221 m                                         |
| Haltepunkt / Haltestelle | 19,376                                                                                             | Freiberg (Neckar) (bis 1975 Beihingen-Heutingsheim)   | 251 m                                         |
| Strecke von links (außer Betrieb) · Abzweig geradeaus und ehemals nach rechts | |                                                       |                                               |
| Abzweig ehemals geradeaus und von links · Strecke | | von Stuttgart                                         | von Stuttgart                                 |
| Bahnhof · Strecke | 25,660                                                                                             | Bietigheim-Bissingen (ehemals Bietigheim (Württ))     | 220 m                                         |
| Abzweig geradeaus und nach rechts · Strecke | | nach Würzburg                                         | nach Würzburg                                 |
| Strecke nach rechts · Strecke | | nach Bruchsal                                         | nach Bruchsal                                 |
| Abzweig geradeaus und von links | 22,000                                                                                             | Anschluss Amprion + EnBW-Umspannwerk Hoheneck         | Anschluss Amprion + EnBW-Umspannwerk Hoheneck |
| Haltepunkt / Haltestelle | 22,370                                                                                             | Favoritepark                                          | 278 m                                         |
| Abzweig geradeaus und von rechts | | von Würzburg                                          | von Würzburg                                  |
| Abzweig geradeaus und von rechts | | von Markgröningen                                     | von Markgröningen                             |
| Bahnhof | 24,474                                                                                             | Ludwigsburg                                           | 295 m                                         |
| Strecke | | nach Stuttgart                                        | nach Stuttgart                                |

Die Bahnstrecke Backnang–Ludwigsburg, auch Kleine Murrbahn genannt, ist eine Eisenbahnstrecke am nördlichen Rand der Region Stuttgart, die tangential Backnang mit Ludwigsburg verbindet. Die ursprünglich nach Bietigheim (Württ) (heute: Bietigheim-Bissingen) führende Strecke wurde 1879 als Nebenast der Murrbahn (Bahnstrecke Waiblingen–Schwäbisch Hall-Hessental) eröffnet und verließ die heutige Trasse im Bahnhof Beihingen-Heutingsheim, der heute Freiberg (Neckar) heißt. Das Teilstück zwischen Beihingen-Heutingsheim und Bietigheim wurde im Zweiten Weltkrieg schwer beschädigt und nicht wieder in Betrieb genommen.
Die Strecke ist durchgehend elektrifiziert und teilweise zweigleisig ausgebaut. Sie wird von der S-Bahn Stuttgart sowie von Güterzügen befahren.

## Verlauf

### Backnang–Ludwigsburg
Ausgangspunkt der Strecke ist der erhöht über der Murr gelegene Bahnhof Backnang. Während sich die Strecke von Waiblingen an dessen Südwestende in Höhe der Bundesstraße 14 vom Murrtal abwendet und nach Süden schwenkt, verläuft die Strecke nach Ludwigsburg dem Tal der Murr entlang und folgt den vielen Windungen bis Kirchberg. Danach verlässt die Strecke die Talsohle und passiert hinter dem Haltepunkt Erdmannhausen über einen zwei Kilometer langen und bis zu elf Meter tiefen Einschnitt die Wasserscheide zwischen Murr und Neckar. Hinter dem anschließenden Bahnhof Marbach (Neckar) zweigte die ehemalige Bottwartalbahn in nördlicher Richtung ab.
Nach Überqueren des 335 Meter langen Neckarviadukts wird das in einer Neckarschleife gelegene Benningen erreicht. Ab hier ist die Strecke heute zweigleisig ausgebaut (bis 2010 erst ab Freiberg). Im Gleis Ludwigsburg-Backnang zweigt bei km 22,0 das Anschlussgleis zum Umspannwerk Hoheneck ab. Vorbei am Favoritepark und nach Überquerung der Bundesstraße 27 erreicht die Strecke den Bahnhof Ludwigsburg. Über ein Überwerfungsbauwerk über die Gleise der Strecke Stuttgart–Bietigheim-Bissingen endet die Strecke heute hier an den S-Bahnsteigen.

### Freiberg–Bietigheim-Bissingen
Der zwischenzeitlich stillgelegte nördliche Ast der Strecke verlief von Freiberg aus weiter in westliche Richtung. Über eine Brücke kreuzte sie die heutige Bundesautobahn 81 und verlief nahe dem Bietigheimer Wilhelmshof auf einer Länge von vier Kilometern durch bis zu 13 Meter tiefe Einschnitte, die eiszeitliche Geröllablagerungen durchquerten. Diese Einschnitte waren zur Zeit ihrer Erbauung die tiefsten ihrer Art in Württemberg. Nach Unterquerung der Strecke aus Richtung Stuttgart endete die Strecke auf der Westseite des Bahnhofs Bietigheim (Württ). Auch die Verbindungskurve zur Ostseite des Bahnhofs ist zusammen mit der Einfahrt zur Westseite für das Umrangieren von Güterwagen auf die andere Bahnhofsseite noch verfügbar.

## Geschichte

### Vorgeschichte und Planung
Nach der Eröffnung der württembergischen Eisenbahnstrecken im Rahmen des Binnenausbaus der 1860er Jahre (siehe auch Geschichte der Eisenbahn in Württemberg) waren die Städte Stuttgart, Heilbronn, Crailsheim und Aalen über ein Schienenviereck verbunden, das den Norden weitflächig umspannte. Mit der West- und der Ostbahn gab es ab 1854 eine erste Ost-West-Transitstrecke durch Württemberg, als weitere Übergänge nach Bayern kamen ab 1863 die Remsbahn und 1867 die Kocherbahn mit dem 1875 in Betrieb genommenen Anschluss bei Crailsheim hinzu. Um den durch das Schienenviereck umspannten Raum besser zu erschließen, bot sich der Bau einer Querlinie vom nahe der Landeshauptstadt Stuttgart gelegenen Waiblingen an der Remsbahn nach Hall an der Kocherbahn an.
In einer Rede kündigte der württembergische Verkehrsminister Karl von Varnbüler am 28. April 1865 konkret an, den Bau der „Murrthalbahn“ Hall–Waiblingen mit der Seitenlinie Backnang–Bietigheim in Angriff nehmen zu wollen. Dem Ast Backnang–Bietigheim kam dabei durch die hohe zugemessene strategische Bedeutung als Transitstrecke ein besonderes Augenmerk zuteil. Die Planung wurde von zahlreichen Petitionen der Anliegergemeinden begleitet, alleine die Stadt Marbach verfasste 1864 und 1865 drei Denkschriften zugunsten eines Eisenbahnanschlusses mit Anschluss in Bietigheim oder Ludwigsburg.
Nach dem Deutsch-Französischen Krieg von 1870 bis 1871 und der anschließenden Reichsgründung ergab sich für die Strecke Backnang–Bietigheim eine zusätzliche Anforderung durch die Reichsregierung unter militärisch-strategischen Gesichtspunkten: In Bietigheim war dato ein Einfädeln von Norden in den Bahnhof geplant, was bedeutet hätte, dass Züge in Ost-West-Richtung hier hätten Kopfmachen müssen. Um einen raschen Truppentransport in Ost-West-Richtung von Nordbayern an die französische Grenze zu ermöglichen, mussten die Pläne angepasst werden, damit die Strecke in einem Bogen von Süden Bietigheim erreichte und die Nordbahn mittels einer Unterführung planfrei kreuzte. Da sich das Empfangsgebäude bisher in Insellage zwischen der Nord- und der Westbahn befand, musste ein vollständiger Umbau des Bietigheimer Bahnhofs berücksichtigt werden.
Mit dem sich anbahnenden Staatsvertrag zum Bau der Kraichgaubahn zwischen dem badischen Eppingen und Heilbronn stand Württemberg vor der ungünstigen Situation, dass mit der Kraichgau- und der Kocherbahn eine neue Verkehrsachse zwischen dem Rhein und Bayern im Entstehen begriffen war, die nur einen relativ kurzen Weg über eigenes Territorium nehmen musste. Die geplante Murrtalbahn lag hier als Konkurrenzlinie nahe, wenn zusätzlich eine nördliche Umfahrung um den völlig überlasteten damaligen Stuttgarter Hauptbahnhof im Zentrum als Verbindung zwischen Murr- und Westbahn geschaffen worden wäre. Als eine solche Tangentialstrecke bot sich der Bau einer Bahn Backnang–Bietigheim mit direktem Anschluss an die Westbahn an – die Güterumfahrungsstrecke Untertürkheim–Kornwestheim bestand damals noch nicht, sondern wurde erst ab 1890 geplant und ging 1896 in Betrieb.
Zusätzlich sollte westlich der zu schaffenden Neckarüberquerung eine fünf Kilometer lange Nebenbahn nach Ludwigsburg erbaut werden, um Marbach und das Bottwartal besser an Ludwigsburg und Stuttgart anzubinden. Per Gesetzbeschluss vom 22. März 1873 wurde der Bau der Murrtalbahn Hall–Backnang mit den beiden Ästen nach Waiblingen und nach Bietigheim festgelegt; bis auf letzteren Abschnitt sollten die Bauarbeiten so bald wie möglich aufgenommen werden. Am 29. Dezember 1873 kam es zur Unterzeichnung des Baden-Württembergischen Staatsvertrags für den Bau der Kraichgaubahn bis Heilbronn.

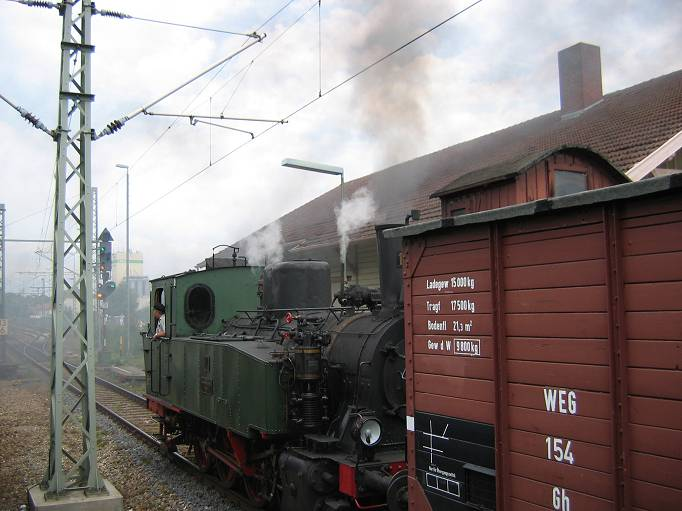
Lok 11 der GES mit einem Museumszug in Marbach (Juni 2004)

### Bau der Strecke Backnang-Bietigheim
Per Gesetzbeschluss vom 19. Juni 1874 zur Freigabe der Finanzmittel konnte mit dem Bau der Tangentialstrecke Backnang–Bietigheim begonnen werden, wofür Bauämter in Backnang, Marbach und Bietigheim, sowie ein Hochbauamt in Marbach eingerichtet wurden. Die gesamte Strecke wurde als eingleisige Hauptbahn erbaut, die Trasse wurde aber für einen zweigleisigen Ausbau vorbereitet.
Beim Bau der Strecke kam es teilweise zu größeren Problemen: Im Bereich der tiefen Einschnitte zwischen Beihingen-Heutingsheim und Bietigheim kam es zu Wassereinbrüchen und Hangrutschungen, da sie sich als stark wasserführend erwiesen. Zur Ableitung des Wassers waren drei Quellfassungen nötig, die zur Wasserversorgung des Bietigheimer Bahnhofs verwendet wurden. Der Bietigheimer Wehbach wuchs durch den Bau der Strecke stark an. In den abgetragenen Erdmassen fanden sich zahlreiche Tierreste aus der Eiszeit. Aufwändigstes Bauwerk der Strecke war der Marbacher Neckarviadukt, der als Stahl-Fachwerk-Konstruktion ausgeführt wurde und auf einer Länge von 345 Metern über fünf Öffnungen verfügte.
Die Strecke Backnang–Bietigheim ging am 8. Dezember 1879 in Betrieb. Durch den Umbau wurde der Bietigheimer Bahnhof zum zweitgrößten in Württemberg. Eröffnungsdatum der Murrtalbahn als Ganzes war der 5. Mai 1880 – damit ging diese neue Ost-West-Achse noch vor der Vervollständigung der Kraichgaubahn am 7. August 1880 in Betrieb.

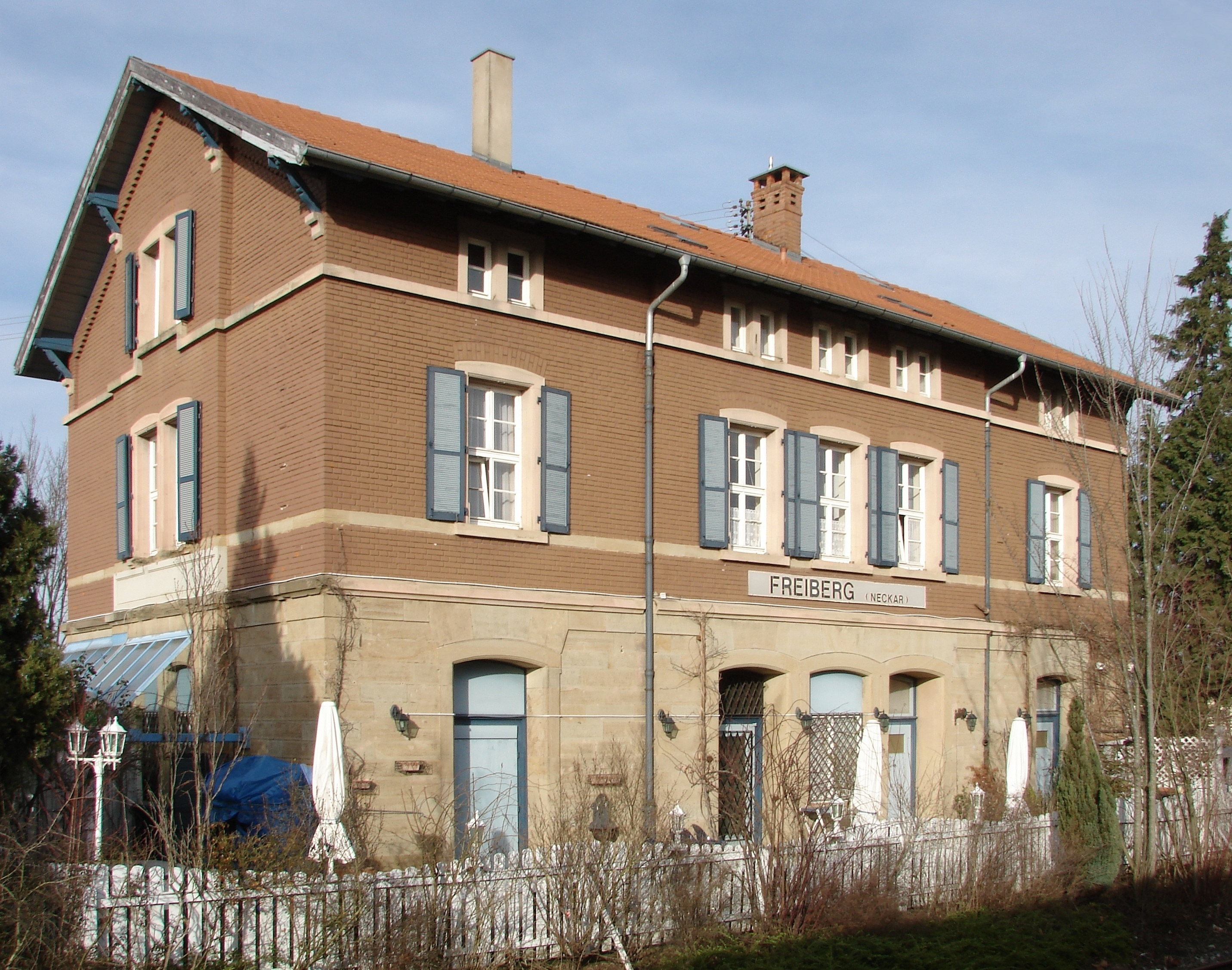
Bahnhofsgebäude in Freiberg (Januar 2008)

### Bau der Strecke Beihingen-Heutingsheim–Ludwigsburg
Der Bau der Zweigstrecke Beihingen-Heutingsheim–Ludwigsburg wurde zwar per Gesetz 1870 vorgesehen, der Baubeginn verzögerte sich aber zunächst aufgrund der strapazierten Haushaltslage des württembergischen Staates, der gestiegenen Löhne durch Fachkräftemangel im Bahnbau und von Rentabilitätsproblemen. Erst mit Gesetzbeschluss vom 25. August 1879 wurden die benötigten Finanzmittel freigegeben, welche auch für einen teilweisen Umbau des Bahnhofs Ludwigsburg verwendet werden mussten. Die einzige Unterwegsstation ist der Haltepunkt Favoritepark. Die eingleisige Sekundärbahn ging am 15. Oktober 1881 in Betrieb, der Umbau des Bahnhofs Ludwigsburg war 1883 abgeschlossen.

### Weitere Entwicklung

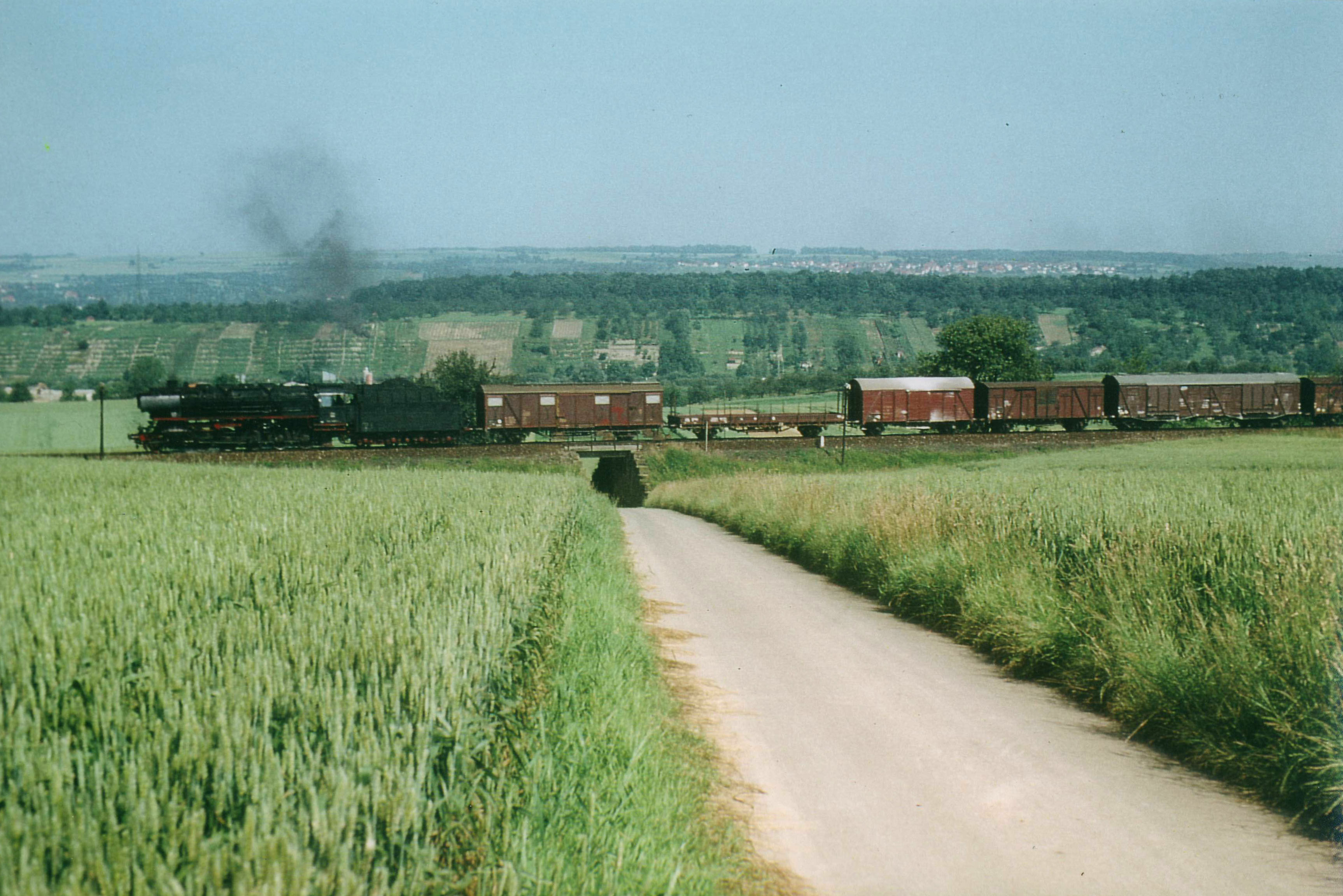
Dampf-Güterzug zwischen Freiberg am Neckar und Benningen, 1972

Obwohl der Ludwigsburger Ast erst später eröffnet worden war, wuchs seine Bedeutung in der Folgezeit deutlich: Die 1894 eröffnete Bottwartalbahn führte ihm die Verkehrsströme aus dem Bottwartal in Richtung Stuttgart zu, und der 1918 eröffnete Rangierbahnhof in Kornwestheim sorgte für Güterverkehr in der Relation Franken–Hessental–Backnang–Kornwestheim.
Nach der Übernahme der Anlagen der Königlich Württembergischen Staats-Eisenbahnen durch die Deutsche Reichsbahn-Gesellschaft mussten ab 1921 zunächst die zu knapp dimensionierten Bahnhöfe von Backnang, Burgstall, Marbach und Ludwigsburg ausgebaut werden. Damit einher ging der zweigleisige Ausbau Favoritepark–Ludwigsburg.
Aufgrund ihrer strategischen Bedeutung als Ost-West-Achse wurde die Strecke gegen Ende des Zweiten Weltkriegs wiederholt Ziel alliierter Luftangriffe. Im Frühjahr 1945 fuhr an einem Sonntagmorgen ein Güterzug Richtung Bietigheim durch Beihingen, der von einem Jagdbomber hinter der Brücke am Schloss mit Bomben belegt wurde. Die Waggons stürzten den Hang hinunter. Danach fuhr kein Zug mehr. Durch Bombenschäden schwer getroffen wurden auch die tiefen Einschnitte bei Bietigheim. Am 20. April 1945 wurden die Eisenbahn- und Straßenbrücken sowie alle Brücken über den Neckar und den Neckarkanal gesprengt. Zusätzlich sprengten abziehende deutsche Truppen am 20. April 1945 die Brücke über die Reichsautobahn, heutige A81. Die Deutsche Bundesbahn zog den Wiederaufbau der Strecke zwar gelegentlich noch in Erwägung, entschied sich jedoch aufgrund des geringen erwarteten Verkehrsaufkommens, hervorgerufen insbesondere durch die Verlagerung der primären Verkehrsströme von Ost-West- in Nord-Süd-Richtung, dagegen. Nachdem die Strecke bereits zuvor teilweise demontiert wurde, folgte die formale Stilllegung dieses Astes zum 15. Januar 1958. Auch das Neckarviadukt bei Marbach wurde 1945 zerstört. Der Wiederaufbau erfolgte bis 1947. Aus Steinen des alten Viadukts wurde 1947 eine Kapelle auf dem Friedhof von Benningen errichtet.
Durch die Bildung der Stadt Freiberg am Neckar aus den Gemeinden Beihingen, Heutingsheim und Geisingen wurde der Bahnhof Beihingen-Heutingsheim zum 1. Juni 1975 in „Freiberg (Neckar)“ umbenannt.

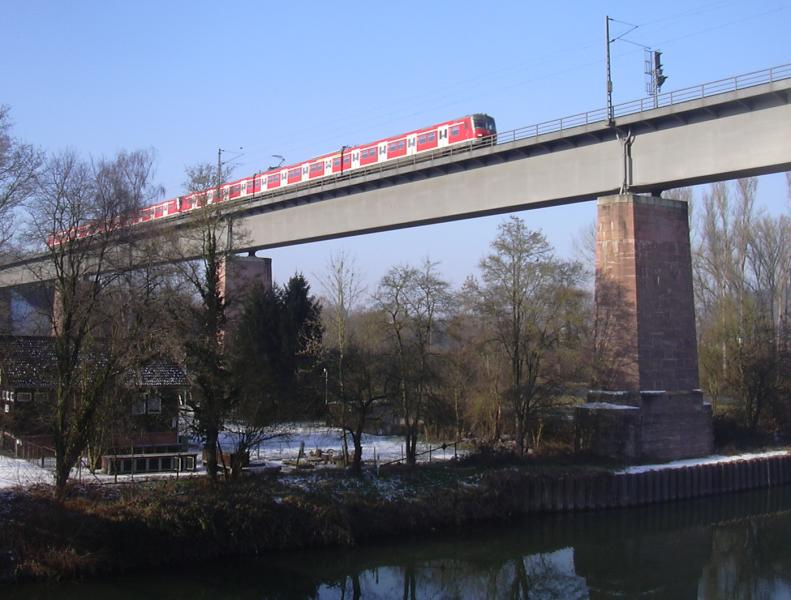
S-Bahn-Triebwagen auf dem Marbacher Neckarviadukt (Januar 2006)

### Elektrifizierung und Einbindung in das S-Bahn-Netz
Zwei Jahre, nachdem die Stuttgarter S-Bahn mit den Linien S1, 5 und 6 in Betrieb ging, erlebte die Strecke Backnang – Ludwigsburg mit der Eröffnung der S-Bahn ab dem 27. September 1980 einen deutlichen Aufschwung. Seit diesem Tag bedient die Linie S4 den Personenverkehr zwischen Marbach und Ludwigsburg. Dem gingen umfangreiche Bauarbeiten voraus: Der Marbacher Neckarviadukt musste durch ein modernes Bauwerk ersetzt werden, der Abschnitt Freiberg – Favoritepark wurde zweispurig ausgebaut, in Ludwigsburg war ein Überwerfungsbauwerk für die Einfädelung in den Bahnhof notwendig geworden, um durch planfreie Kreuzungen den Taktfahrplan zu ermöglichen, und der Abschnitt musste elektrifiziert werden. Der Personenverkehr zwischen Backnang und Marbach wurde danach weiterhin durch Diesellok-bespannte Züge bedient.
Der zweigleisige Ausbau war Teil des 2. Ausführungsvertrags der S-Bahn Stuttgart, der 1975 geschlossen wurde. Die Bauarbeiten begannen 1976.
Dank finanzieller Unterstützung des Landes Baden-Württemberg, das die Hälfte der Kosten trug, konnte am 12. September 1994 mit der Elektrifizierung des bisher nicht überspannten Reststücks und der Streckenabschnitte zwischen Crailsheim und Backnang begonnen werden. Nach Fertigstellung der Arbeiten war es ab dem 2. Juni 1996 möglich, elektrische bespannte Güterzüge vom Kornwestheimer Rangierbahnhof direkt in Richtung Nürnberg verkehren zu lassen. Gegenüber der bisherigen Route über die Güterumfahrung zum Rangierbahnhof Stuttgart-Untertürkheim, dortigem Kopf machen und Wechsel auf die Strecken über Aalen oder Hessental beschleunigte dies den Güterverkehr um 35 Minuten.

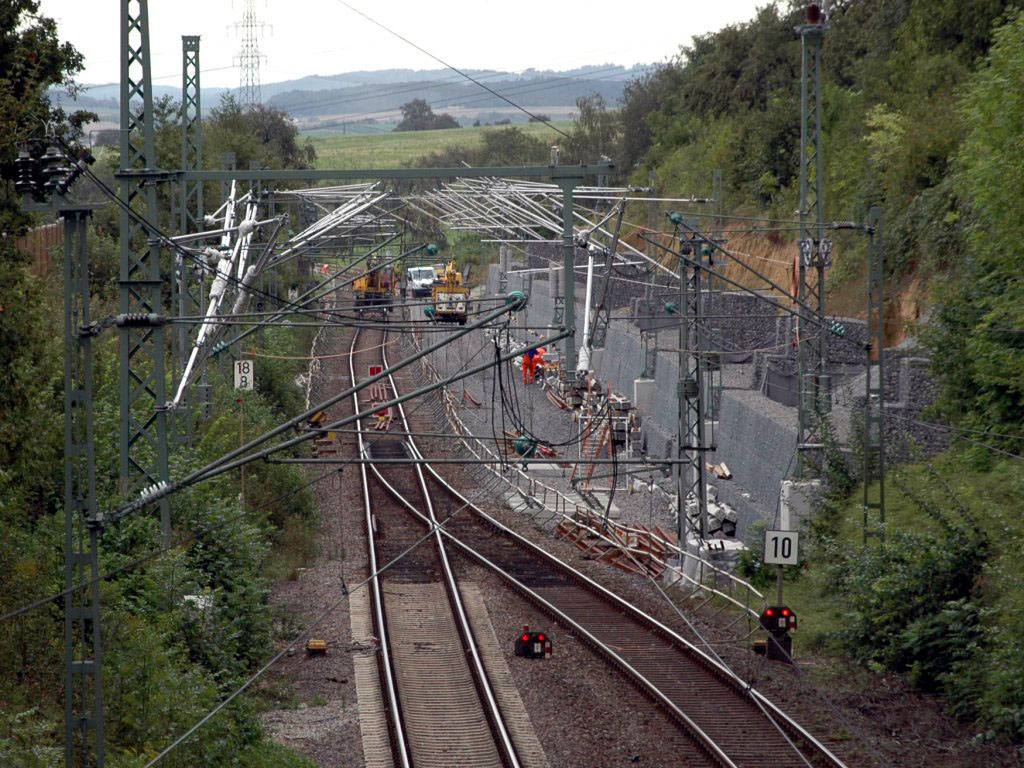
Bauarbeiten für den zweigleisigen Ausbau in Freiberg (September 2009)

Seit dem 8. Dezember 2012 wird die S-Bahn-Linie 4 über Marbach hinaus bis Backnang weitergeführt und ersetzt damit die Regionalbahn-Pendelzüge. Für diesen S-Bahn-Ringschluss musste zunächst der Abschnitt Freiberg – Benningen zweigleisig ausgebaut werden, die Bauarbeiten dafür begannen im Dezember 2005 und wurden im Herbst 2010 abgeschlossen.
Im Juli 2008 kam es zu einer Einigung zwischen den beteiligten Kommunen und Landkreisen über die Finanzierung des Ausbaus zwischen Marbach und Backnang.
Gebaut wurde überwiegend während einer Streckensperrung von Juli bis November 2012. In Kirchberg und Burgstall wurde die Infrastruktur für schnelle Kreuzungen von S-Bahn-Zügen und Güterzügen ertüchtigt, in Erdmannhausen, Kirchberg und Burgstall wurden die Bahnsteige für S-Bahn-Betrieb gemäß aktuellen Ausstattungsstandards umgebaut und mit barrierefreien Zugängen über Rampen oder Aufzüge versehen. Im Bahnhof Backnang entstanden neue Abstellplätze für S-Bahnfahrzeuge.
Die geschätzten Gesamtkosten für den S-Bahn-Ausbau betragen rund 40 Millionen Euro, davon entfallen rund elf Millionen Euro auf den Umbau zwischen Marbach und Backnang. Das gesamte Vorhaben lief unter dem Arbeitstitel S 40.

### Weiterer Betrieb
Am 8. August 2014 entgleiste im Bahnhof Burgstall (Murr) ein Wagen eines Güterzugs in Folge mehrerer Gleislagefehler.
Am 12. September 2016 wurde eine Eisenbahnbrücke in Backnang durch den nicht ordnungsgemäß eingeklappten Arm eines Baggers, der auf einem Sattelschlepper über die B 14 transportiert wurde, beschädigt. Der Zugverkehr zwischen Burgstall und Backnang war danach unterbrochen. Der Schaden betrug nach Polizeischätzung zwei Millionen Euro. Ein Gutachten hielt den Abriss der Brücke für notwendig, der im November 2016 erfolgte. Ende Februar 2017 wurde zunächst eine Behelfsbrücke eingesetzt, welche am 13. März 2017 für den Bahnverkehr freigegeben wurde. Eine endgültige Konstruktion wird im Zuge des bevorstehenden Ausbaus der B 14 bis Backnang errichtet werden.
Einem Starkregen am 26. Juni 2024 folgten mehrere Erdrutsche und Murgänge, weshalb die Strecke zwischen Marbach und Backnang gesperrt wurde. Die Gleisanlagen wurden laut DB-Angaben auf einer Länge von zehn Kilometern „an mehreren Stellen zum Teil erheblich zerstört“, insbesondere Teile des Bahnhofs Kirchberg. Auf der Grundlage entsprechender Gutachten begannen die Arbeiten einschließlich vorsorglicher Netzsicherungen, so dass die Strecke ab 15. Dezember 2024 wieder, allerdings vorerst mit reduzierter Geschwindigkeit, nur im Stundentakt und nicht den ganzen Tag über, befahren werden konnte.

### Ausblick
Die Strecke sollte bis 2030 in den Digitalen Knoten Stuttgart integriert und dabei mit Digitalen Stellwerken, ETCS und automatisiertem Fahrbetrieb ausgerüstet werden. Inzwischen ist geplant, den östlichen Teil der Strecke, als Teil des Planbereichs 2 des DKS, 2031 in Betrieb zu nehmen. Der westliche Abschnitt, der Teil des Planbereichs 4 ist, wurde aus finanziellen Gründen zurückgestellt.

## Betrieb
Der Strecke Backnang – Bietigheim wurde nach ihrer Eröffnung im Güterverkehr die vorgesehene Aufgabe als Ost-West-Achse zuteil. In wesentlich geringerem Umfang galt dies auch für den Fernreiseverkehr: Beispielsweise gab es im Sommerfahrplan 1914 einen Durchgangszug (D) Eger–Bietigheim mit Kurswagen von Nürnberg nach Paris und einen Schnellzug (S) Hof–Bietigheim mit Kurswagen von Nürnberg nach Luxemburg und Trier. Über diese Strecke umfuhren diese Züge den Stuttgarter Hauptbahnhof. Ab 1931 befuhr für zwei Jahre ein Schnellzug Nürnberg–Straßburg mit Kurswagen von Prag nach Paris die Strecke.
Bis in die frühen 1960er Jahre wurden die Personenzüge des Nahverkehrs mit Lokomotiven der Baureihen 75.0 (Württembergische T 5) und 93.5 (Preußische T 14.1) bespannt, nach Ausmusterung dieser Länderbahn-Lokomotiven kamen bis zum Ende der Stuttgarter Dampflokbeheimatung Mitte der 1960er Jahre Einheitsdampflokomotiven der Baureihen 64 und 86 zum Einsatz. Ihnen folgten in Kornwestheim beheimatete Diesellokomotiven der Baureihe 212.
Im September 1980 nahm die S-Bahn-Linie S4 zwischen Marbach und Stuttgart-Schwabstraße ihren Betrieb auf. Der ursprüngliche 20-Minuten-Takt in der Hauptverkehrszeit wurde 1996 auf einen 15-Minuten-Takt verdichtet. Den S-Bahn-Verkehr bedienten zuerst Triebwagen der Baureihe 420, gefolgt bis zum Fahrplanwechsel 2022 von Triebwagen der Baureihe 423. Danach übernehmen Fahrzeuge der Baureihe 430 den Verkehr.
Auf dem östlichen Abschnitt Backnang – Marbach verkehrten weiterhin lokbespannte Wendezüge. Nach der Elektrifizierung 1996 wurde im Berufsverkehr ein 30-Minuten-Takt mit Regionalbahnen, ansonsten werktags einschließlich samstags ein Stundentakt gefahren. Zum Einsatz kam ein Triebwagen der BR 426, den Verstärkerzug im Berufsverkehr übernahm eine Lokomotive der Baureihe 110.3 mit drei n-Wagen. Sonntags wurden die Orte zwischen Marbach und Backnang nur mit Bussen bedient. Seit 8. Dezember 2012 wurde die S-Bahn-Linie S4 bis Backnang verlängert und bedient diesen östlichen Abschnitt werktags bis 20 Uhr im 30-Minuten-Takt, danach und am Wochenende im Stundentakt.
Seit der Elektrifizierung dient die Strecke zusätzlich dem Güterverkehr zwischen Kornwestheim und Nürnberg, da nun elektrisch bespannte Güterzüge nicht mehr über die Güterumfahrungsbahn und mit Kopfmachen im Untertürkheimer Rangierbahnhof verkehren müssen.

## Relikte der Strecke Freiberg–Bietigheim-Bissingen

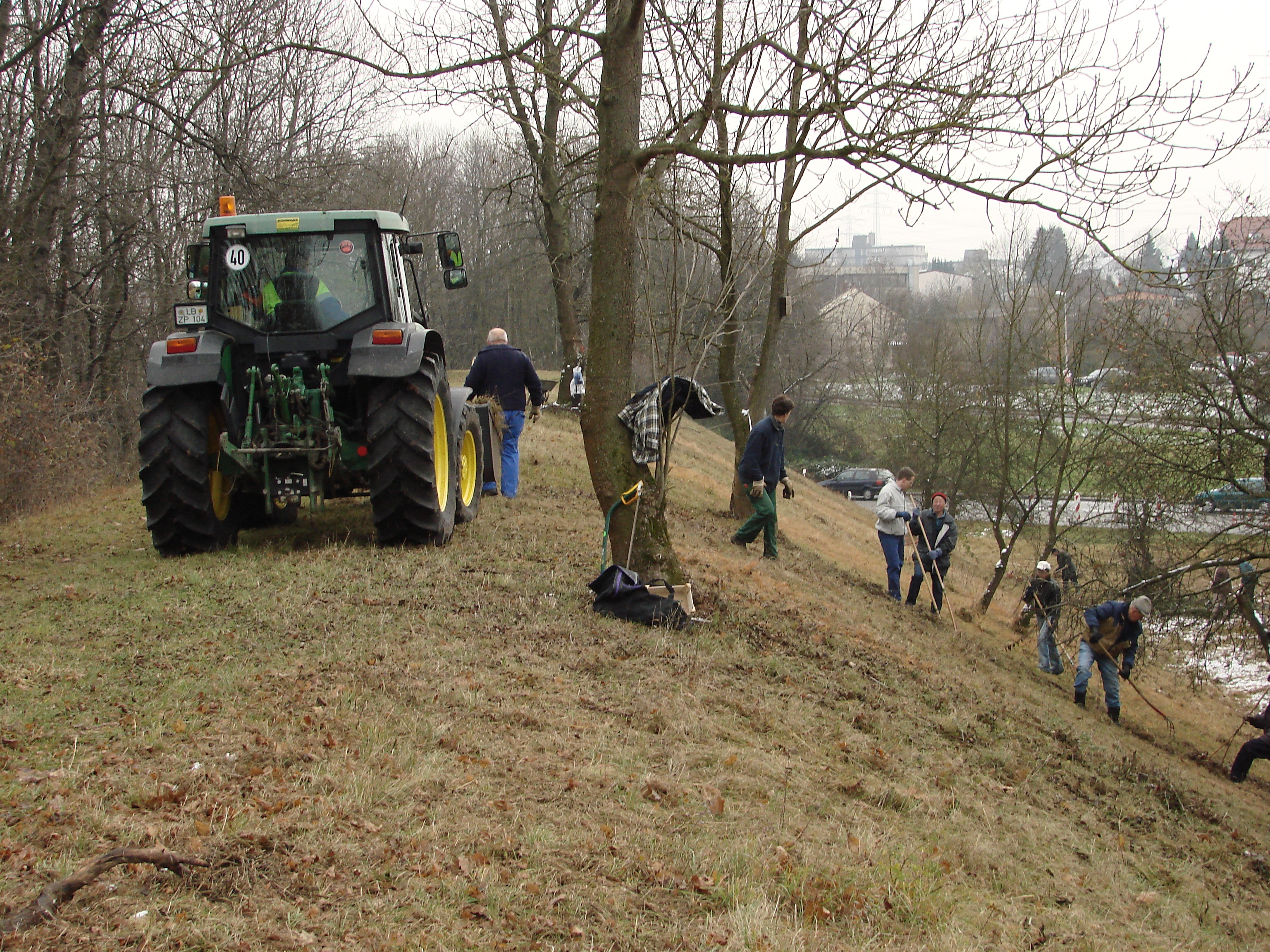
Landschaftspflegeaktion am alten Bahndamm in Freiberg am Neckar

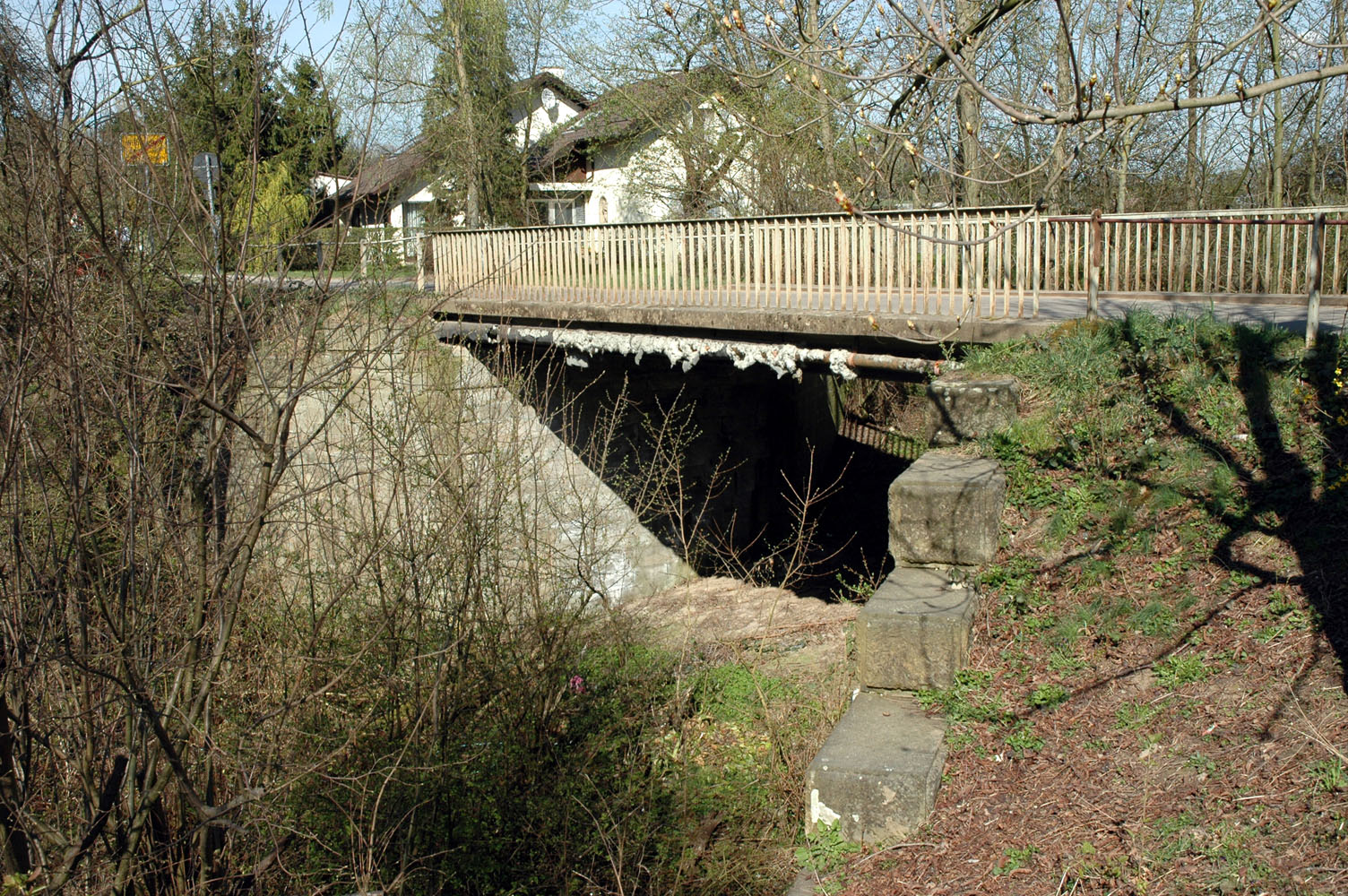
Straßenbrücke über die ehemalige Trasse am Bietigheim-Bissinger Wilhelmshof (April 2007)

Die Lage der nach 1945 nicht wieder in Betrieb genommenen Strecke von Freiberg nach Bietigheim-Bissingen lässt sich auch heute noch über weite Teile in der Natur ausfindig machen: In Freiberg verläuft an gleicher Stelle die Straße „Alte Bahnlinie“, welche an einer Stelle noch heute von einer Straßenbrücke überquert wird.
Der Abschnitt des Bahndamms zwischen Mühlstraße und der Bundesautobahn 81 ist im Flächennutzungsplan der Stadt Freiberg am Neckar als geplantes Naturdenkmal ausgewiesen. Auf dem hohen, steilen Bahndamm hat sich ein Magerrasen-Trockenbiotop entwickelt. Damit es erhalten bleibt und nicht verbuscht, wird es zweimal jährlich gemäht und von Buschwerk geräumt. Freiwillige Helfer des Schwäbischen Albvereins und des BUND leisten diese Arbeit, unterstützt von Fachkräften und technischem Gerät der Stadt Freiberg am Neckar.
Von der Bundesautobahn 81 bis zur Einmündung der Bahn in Bietigheim ist die ehemalige Bahntrasse (mit Ausnahme der Unterbrechungen durch einige Landstraßen) seit 1994 als Landschaftsschutzgebiet Alte Bahntrasse von Bietigheim bis Heutingsheim ausgewiesen. Die Unterschutzstellung der insgesamt 17 ha großen Fläche erfolgte wegen ihrer Bedeutung als „wertvolles Ausgleichsbiotop“ in intensiv landwirtschaftlich genutzter Umgebung, die vielen Tieren und Pflanzen als Rückzugsgebiet dient, unter anderem dem Rebhuhn.
Am Wilhelmshof gibt es noch heute eine Straßenbrücke über die ehemalige Trasse. Für andere Querungen, beispielsweise der Bundesstraße 27, wurde der Einschnitt zwischenzeitlich zugeschüttet. Westlich der K 1671 nach Tamm ist die ehemalige Strecke noch als Ausziehgleis des Bahnhofs Bietigheim-Bissingen vorhanden. Es ist elektrifiziert und diente mit seiner Unterführung bis in die jüngste Zeit Rangierfahrten zwischen der westlichen und der östlichen Seite des Bahnhofs.